# Cardenal atzur
El cardenal atzur (Cyanocompsa parellina) és un ocell passeriforme cardinàlid de Mèxic i Amèrica Central.
Es distingeix d'aquest per ser de menor grandària (uns 12 cm), tenir el bec més petit i no ser tan fosc. És de distribució tropical, des de les terres baixes del nord de Mèxic, tant en el vessant pacífic com del Golf, en la península de Yucatán, i en les selves de Belize, Guatemala, El Salvador, Hondures i Nicaragua. Habita preferencialment en el sotabosc de boscos tropicals densos, encara que també sol aparèixer en clars i descampats.